# Kapisillit
Kapisillit (dánsky Lakskaj) je osada v kraji Sermersooq v jihozápadním Grónsku. V roce 2017 žilo v Kapisillitu 64 obyvatel. Název Kapisillit znamená v grónštině losos, což odkazuje k domněnce, že se lososi v Grónsku třeli pouze v řece v blízkosti osady.

## Geografie
Kapisillit se nachází 75 km severovýchodně od Nuuku, v blízkosti dvou fjordů: Kapisillit Kangerluaqu, asi 160 km dlouhého, a Nuup Kangerluau, nejdelšího fjordu v Labradorském moři na pobřeží Grónska.

## Ekonomika
Obživu většiny obyvatel Kapisillitu zajišťuje lov, rybolov a cestovní ruch. Osada má svou vlastní školu, kostel a obchod s potravinami. Dříve měla i vlastní farmu, ta je ale nyní uzavřena.

### Doprava
Doprava v Kapisillitu je pomocí lodí nebo vrtulníků. Nejsou tu žádné silnice, ačkoli jsou plány na vybudování silnice z Nuuku do Kapisillitu.

## Počet obyvatel
Počet obyvatel Kapisillitu klesl o asi 52% oproti počtu obyvatel z roku 1990, od roku 2000 je počet obyvatel stabilní, ale stále mírně klesá. Toto může způsobit pozvolné zanikání osady. Současné poznatky říkají, že v roce 2062 bude v obývat osadu už pouze asi 7 obyvatel, v roce 2066 bude žít v osadě už pouze jeden člověk a úplný zánik osady je odhadován na rok 2067.